# Alija Isaković
Alija Isaković (15 janvier 1932 – 14 mars 1997) était un écrivain, essayiste, dramaturge, publiciste et lexicographe bosnien.
Il a joué un rôle important dans la reconnaissance de l’identité culturelle et linguistique des Bosniaques et dans la mise en valeur de leur patrimoine littéraire.

## Jeunesse et formation
Né à Stolac, alors situé dans le royaume de Yougoslavie, Isaković a grandi dans une famille bosniaque musulmane . 
Il a passé son enfance dans le village de Bitunja, près de sa ville natale. 
Il a étudié dans plusieurs villes – Stolac, Zagreb, Crikvenica, Pančevo, Belgrade et Sarajevo – avant d’obtenir un diplôme en langues et littératures slaves à l'université de Sarajevo.

## Carrière littéraire
Isaković est connu pour son engagement en faveur de la culture bosniaque. En 1972, il publie l’anthologie Biserje (Les Perles), l’un des premiers ouvrages à présenter de manière cohérente la littérature bosniaque en tant que tradition distincte. Cette publication est souvent considérée comme un tournant dans la reconnaissance de l’identité littéraire bosniaque au sein de l’ex-Yougoslavie.
En 1983, il écrit le scénario d’un film basé sur la ballade populaire Hasanaginica, qui sera plus tard adapté au théâtre par Sulejman Kupusović (1988) . 

## Engagement politique
Pendant la guerre de Bosnie (1992–1995), Isaković prend part activement à la vie politique. Il intervient lors de la Première Assemblée des Bosniaques (Prvi bošnjački sabor), un événement historique tenu à Sarajevo assiégée les 27 et 28 septembre 1993. 
Cette assemblée marque une étape importante dans la réaffirmation de l’identité nationale bosniaque.

## Vie personnelle et mort
Proche du président Alija Izetbegović, il comptait aussi parmi ses amis le peintre Mersad Berber et le Premier ministre yougoslave Branko Mikulić,.,.
Il meurt à Sarajevo le 14 mars 1997, à l’âge de 65 ans, et est enterré dans le cimetière d’une mosquée de la ville.

## Héritage
Une école primaire à Prozor-Rama porte son nom, en hommage à son apport à la culture et à la société bosniennes.

## Œuvres littéraires et essais
- Sunce o desno rame (Le soleil sur l’épaule droite), 1963
- Semafor (Le feu de signalisation), 1966
- Avdo Karabegović Hasanbegov: Izabrane pjesme (Poèmes choisis), 1967
- Prednost imaju koji ulaze (Priorité à ceux qui entrent), 1971
- Građa za bibliografiju muslimanske književnosti 1883–1971 (Matériaux pour une bibliographie de la littérature musulmane), 1972
- Biserje (Perles), anthologie de la littérature bosniaque, 1972
- Hodoljublje (Voyage d’amour), 1973
- Građa za bibliografiju bosansko-hercegovačkog (1842–1970), 1973
- Edhem Mulabdić: Izabrana djela (Œuvres choisies), 1974
- Hasanaginica, 1774–1974, 1975
- Bibliografija radova o Hasanaginici 1774–1974, 1975
- Taj čovjek (Cet homme), 1975
- Osman – Aziz (Osman Nuri Hadžić i Ivan Miličević): Izabrana djela, 1980
- Krajnosti (Extrêmes), 1981
- Hasanaginica, 1982
- Pobuna materije (La révolte de la matière), 1985
- Nasrudin Hodža, 1986
- Jednom (Une fois), 1987
- Neminovnosti (Inévitabilités), 1987*
- Ahmed Muradbegović: Izabrana djela, 1987
- Lijeve priče (Histoires de gauche), 1990
- O "nacionaliziranju" Muslimana. 101 godina afirmiranja i negiranja nacionalnog identiteta Muslimana (Sur la "nationalisation" des Musulmans : 101 ans d’affirmation et de négation de l’identité nationale des Musulmans), 1990
- Biserje. Izbor iz muslimanske književnosti, 2ᵉ édition augmentée, 1992
- Rječnik karakteristične leksike u bosanskome jeziku (Dictionnaire du lexique caractéristique de la langue bosnienne), 1992

## Scénario
- Hasanaginica, film réalisé en 1983 (adapté ensuite pour le théâtre en 1988 par Sulejman Kupusović)